# Dans ma bulle
Pour l’article homonyme, voir Dans ma bulle (South Park).
Albums de Diam's
Brut de femme
(2003) SOS
(2009)
Singles
1. La Boulette
2. Jeune demoiselle
3. Confessions nocturnes
4. Big Up
5. Ma France à moi

Dans ma bulle est le troisième album de Diam's, sorti en février 2006. 
Meilleure vente de disques en France en 2006, il devient disque de diamant en 2007.

## Titres
| No  | Titre                               | Auteur                                                               | Producteur(s) | Durée |
| --- | ----------------------------------- | -------------------------------------------------------------------- | ------------- | ----- |
| 1.  | Introduction                        |                                                                      |               | 1:12  |
| 2.  | La Boulette (Génération nan nan)    | Tefa, DJ Maître, Diam's, Elio, Skread                                | Tefa, Masta   | 3:51  |
| 3.  | Ma France à moi                     | Diam's, Tyran, Gregory Berthou                                       | Tefa, Masta   | 4:33  |
| 4.  | Feuille blanche                     | Tefa, DJ Maître, Diam's, Elio                                        | Tefa, Masta   | 5:20  |
| 5.  | Jeune Demoiselle                    | Diam's, Dr Swing, Yann Le Men, Luke                                  | Tefa, Masta   | 4:51  |
| 6.  | Car tu portes mon nom               | Tefa, DJ Maître, Diam's                                              | Tefa, Masta   | 5:41  |
| 7.  | Marine                              | Tefa, DJ Maître, Diam's                                              | Tefa, Masta   | 5:41  |
| 8.  | Dans ma bulle                       | Diam's, Skread                                                       | Tefa, Masta   | 5:15  |
| 9.  | Par amour                           | Diam's                                                               | Tefa, Masta   | 6:43  |
| 10. | Big up                              | Diam's, Street Fabulous                                              | Tefa, Masta   | 5:33  |
| 11. | Confessions nocturnes (feat. Vitaa) | Tefa, DJ Maître, Diam's, Elio, Vitaa                                 | Tefa, Masta   | 6:00  |
| 12. | T.S.                                | Tefa, DJ Maître, Diam's                                              | Tefa, Masta   | 4:32  |
| 13. | Me revoilà (feat. Jacky Brown)      | Brown, Didier Barbelivien, Diam's, Guy Mattéoni, Éric Charden, Zeano | Tefa, Masta   | 4:47  |
| 14. | Cause à effet                       | Tefa, DJ Maître, Diam's                                              | Tefa, Masta   | 5:19  |
| 15. | Petite banlieusarde                 | Diam's, Skread                                                       | Tefa, Masta   | 6:52  |

## Classements

### Classements hebdomadaires
| Classement (2006)            | Meilleure position |
| ---------------------------- | ------------------ |
| Belgique (Wallonie Ultratop) | 3                  |
| France (SNEP)                | 1                  |
| Suisse (Schweizer Hitparade) | 19                 |

### Classements annuels
| Classement (2006) | Meilleure position |
| ----------------- | ------------------ |
| France (SNEP)     | 1                  |

## Certification
| Région                                                                                                 | Certification | Ventes/Streams |
| --- | ------------- | -------------- |
| France (SNEP)                                                                                          | Diamant       | 750 000        |
| *Ventes selon la certification ^Mise en rayon selon la certification xNon précisé par la certification |               |                |